# Districtul Oum El Bouaghi
Oum El Bouaghi este un district din provincia Oum El Bouaghi, Algeria.